# صلوة
صلوة قرية سورية تتبع ناحية الدانا في منطقة حارم في محافظة إدلب. بلغ عدد سكانها 3244 نسمة في عام 2004 حسب إحصاء المكتب المركزي للإحصاء.